# Forældre (film fra 2016)
 For alternative betydninger, se Forældre (flertydig). (Se også artikler, som begynder med Forældre)
Forældre er en dansk spillefilm fra 2016 med instruktion og manuskript af Christian Tafdrup.

## Handling
Da deres søn Esben flytter hjemmefra, beslutter Kjeld og Vibeke sig for at flytte til noget mindre. De opdager, at deres gamle lejlighed er til salg, og flytter tilbage for at starte på en frisk. Kjeld indretter lejligheden, som den så ud engang, og sammen genoplever de deres forelskede ungdomsdage. Men hvad der engang definerede dem, findes måske ikke længere, og en morgen tager begivenhederne en drejning, ingen af dem kunne forudse, da de vågner op og er blevet tredive år yngre.

## Medvirkende
- Søren Malling - Kjeld, 52 år
- Bodil Jørgensen - Vibeke, 52 år
- Elliott Crosset Hove - Kjeld, 22 år
- Miri-Ann Beuschel - Vibeke, 22 år
- Anton Honik - Esben
- Christian Tafdrup - Ejendomsmægler
- Emilia Imperatore Bjørnvad - Sandra